# Ketčenerovskij rajon
Il Ketčenerovskij rajon (in russo Кетченеровский район?, lingua calmucca: Көтчнрә район) è un municipal'nyj rajon della Repubblica autonoma di Calmucchia, nella Russia europea. Istituito nel 1938, occupa una superficie di circa 6.548 chilometri quadrati, ha come capoluogo Ketčenery e ospita una popolazione di 10.170 abitanti.